# Günter Karbowiak
Günter Karbowiak (* 5. März 1949 in Kleve) ist ein ehemaliger deutscher Fußballspieler. Der Offensivspieler hat bei Rot-Weiß Oberhausen von 1969 bis 1971 in der Fußball-Bundesliga 46 Ligaspiele absolviert und dabei fünf Tore erzielt. Der auf beiden Flügeln verwendbare Außenstürmer gehörte auch in der Saison 1968/69 der Meistermannschaft von RWO in der Fußball-Regionalliga West an, die in der anschließenden Aufstiegsrunde den Aufstieg in die Bundesliga erreichte.

## Laufbahn
Günter Karbowiak wurde zur Saison 1967/68 beim Regionalligisten Rot-Weiß Oberhausen vom Stadtteilclub Sterkrade 06/07 aus der Verbandsliga Niederrhein verpflichtet. Daneben kamen noch mit Torhüter Wolfgang Scheid, Friedhelm Dick und Hermann-Josef Wilbertz weitere Neuzugänge zum Team von Präsident Peter Maaßen. Das 18-jährige Talent debütierte unter Trainer Werner Stahl am ersten Rundenspieltag, dem 13. August 1967, beim Heimspiel gegen Arminia Bielefeld auf Linksaußen in der zweitklassigen Regionalliga West. Mit Dieter Brozulat bildete er dabei beim 2:2 Remis den linken Flügel. In der 50. Minute erzielte er für die „Kleeblatt“-Elf die 2:1-Führung, wurde aber in seinem ersten Verbandsspiel für RWO in der 86. Minute vom Platz gestellt. Der Mann aus Sterkrade kam auf 14 Einsätze mit vier Toren und Oberhausen belegte am Rundenende den 3. Rang. Die 0:1-Auswärtsniederlage am 28. April 1968 bei Rot-Weiss Essen war entscheidend zum Verpassen des Einzuges in die Aufstiegsrunde. In seiner zweiten Saison, 1968/69, gelang unter dem neuen Trainer Alfred Preißler der Meisterschaftsgewinn und nach dem Bestehen in der Aufstiegsrunde stieg Karbowiak – er hatte alle acht Aufstiegsspiele absolviert – mit RWO in die Bundesliga auf. Insgesamt hat der Angreifer für die Mannschaft vom Niederrhein-Stadion 33 Regionalligaspiele mit acht Toren absolviert.
Als für Oberhausen mit dem Heimspiel am 16. August 1969 das Abenteuer Bundesliga begann, stürmte Karbowiak beim 3:1-Erfolg gegen Eintracht Frankfurt auf Rechtsaußen. Er bestritt in zwei Runden 46 Bundesligaspiele (5 Tore) für Rot-Weiß Oberhausen. Das letzte Bundesligaspiel bestritt der Angreifer am 5. Juni 1971 bei einem 1:1 bei Eintracht Braunschweig, wo er in der 78. Minute für Franz Krauthausen eingewechselt wurde. Zur Saison 1971/72 wechselte er zum VfL Osnabrück in die Fußball-Regionalliga Nord, wo er zweimal in Folge die Vizemeisterschaft mit dem VfL erreichte. Für Osnabrück kam er zu 56 Einsätzen, in denen er 9 Tore schoss, aber auch in zwei Aufstiegsrunden an der Seite von Mitspielern wie Volker Graul, Gerhard Elfert und Burkhard Segler scheiterte. Zur letzten Saison der alten zweitklassigen Regionalliga, 1973/74, schloss sich Karbowiak in der Fußball-Regionalliga Südwest TuS Neuendorf an. Die Runde endete auf dem enttäuschenden 12. Rang und er hatte in 24 Spielen vier Tore erzielt.
Mit Beginn der 2. Fußball-Bundesliga, 1974/75, unterschrieb er bei Preußen Münster einen neuen Vertrag und wechselte in das Preußen-Stadion an der Hammer Straße. Für Preußen Münster absolvierte der jetzt im Mittelfeld agierende Spieler in drei Runden insgesamt 92 Zweitligaspiele (7 Tore). Die beste Platzierung erreichten die Preußen 1975/76 unter Trainer Rudolf Faßnacht, als mit Mitspielern wie Gerhard Welz, Edmund Kaczor, Rolf Grünther, Benno Möhlmann, Hans-Werner Moors, Rolf Blau und Karl-Heinz Krekeler der 3. Rang erreicht wurde.
Nach seiner Zeit bei Preußen Münster spielte Karbowiak noch von 1977 bis 1980 für den VfB Rheine und von 1980 bis 1985 für den ASC Schöppingen mehrere Runden in der Amateuroberliga Westfalen.